# イーゾラ・ダスティ
イーゾラ・ダスティ（伊: Isola d'Asti）は、イタリア共和国ピエモンテ州アスティ県にある基礎自治体（コムーネ）。

## 地理

### 位置・広がり

#### 隣接コムーネ
隣接するコムーネは以下の通り。
- アンティニャーノ
- アスティ
- コスティリオーレ・ダスティ
- モンガルディーノ
- モンテグロッソ・ダスティ
- レヴィリアスコ・ダスティ
- ヴィリアーノ・ダスティ

#### 地震分類
イタリアの地震リスク階級 (it) では、4 に分類される
。

## 行政

### 分離集落
イーゾラ・ダスティには、以下の分離集落（フラツィオーネ）がある。
- Chiappa, Mongovone, Piano, Repergo, Villa